# Pholcus phalangioides
Pholque phalangide
Espèce
Pholcus phalangioides, le Pholque phalangide, est une espèce d'araignées aranéomorphes de la famille des Pholcidae. Cette espèce ne présente aucun danger pour l'humain.

## Étymologie
Le nom de genre Pholcus vient du grec ancien φολκός - phôlkos qui signifie « bancal » ou « boiteux », en référence à la démarche maladroite de l’araignée.
L’épithète phalangioides vient du grec ancien  φαλάγγιον – phalanggion, qui signifie « araignée », et qui est un diminutif de 
- φάλαγξ – phálangx, (dictionnaire Bailly.org) qui désigne soit une rangée de soldats (phalanx), soit un os du doigt, soit par analogie, des arthropodes à pattes articulées (en zoologie, Phalangium est aussi un genre d’opilions, les « faucheux ») et
- du suffixe grec -ioides signifiant « qui ressemble à, de forme semblable à ». Donc phalangioides signifie qui « qui ressemble à un faucheux ».

## Description
Le mâle mesure 6,7 mm.
C'est une araignée typique des maisons. Cette espèce est caractérisée par ses pattes très longues qui lui donnent l'air d'un faucheux (Opiliones) ou d'une tipule (Diptera:Tipulidae), mais on peut la confondre avec Holocnemus pluchei. Le Pholque phalangide réside dans les caves, dans les coins des pièces, en haut des fenêtres où il tisse une toile irrégulière. Il s'y tient accroché à l'envers, l'abdomen pointant vers le haut.

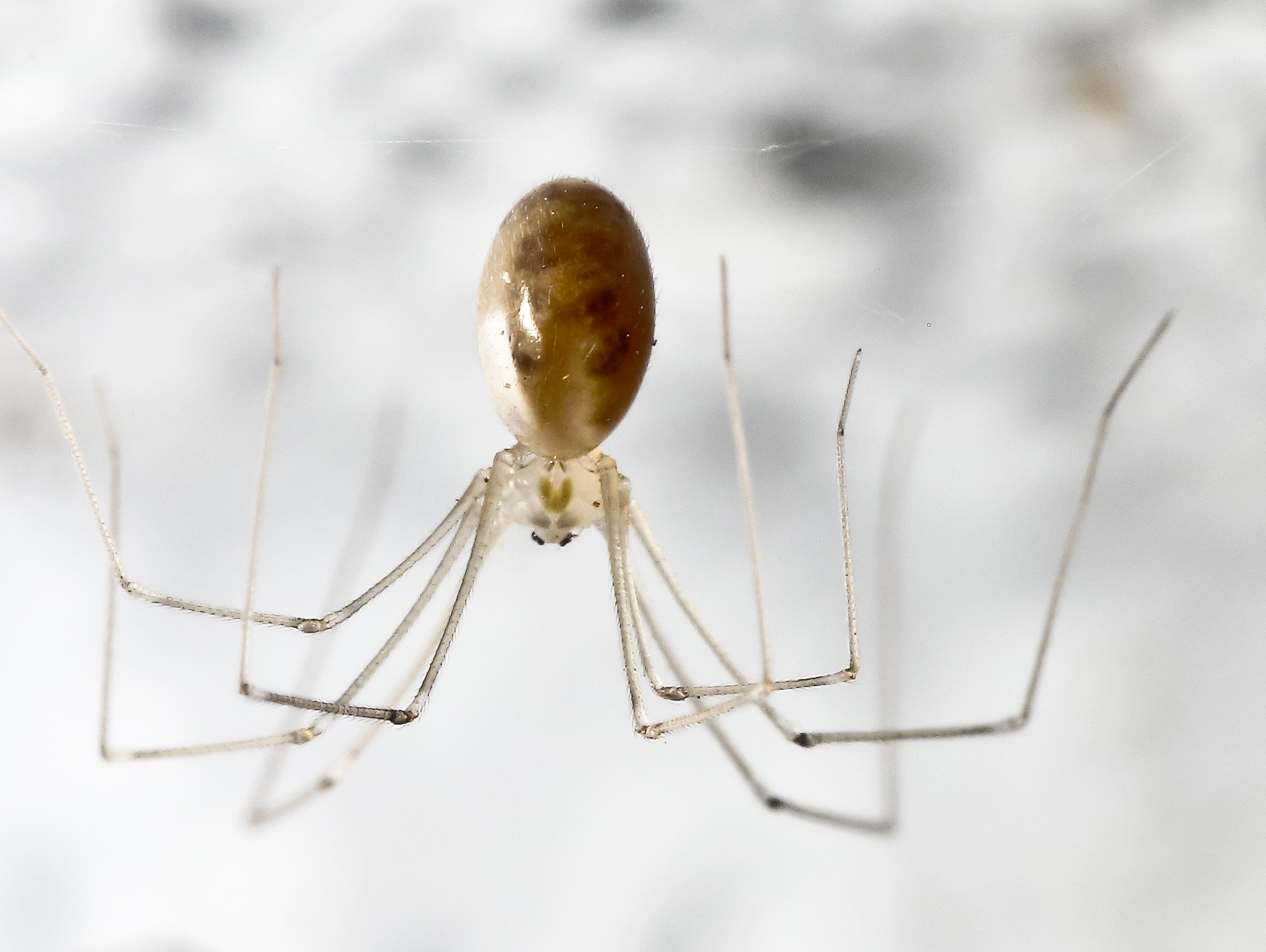
Pholcus phalangioides.
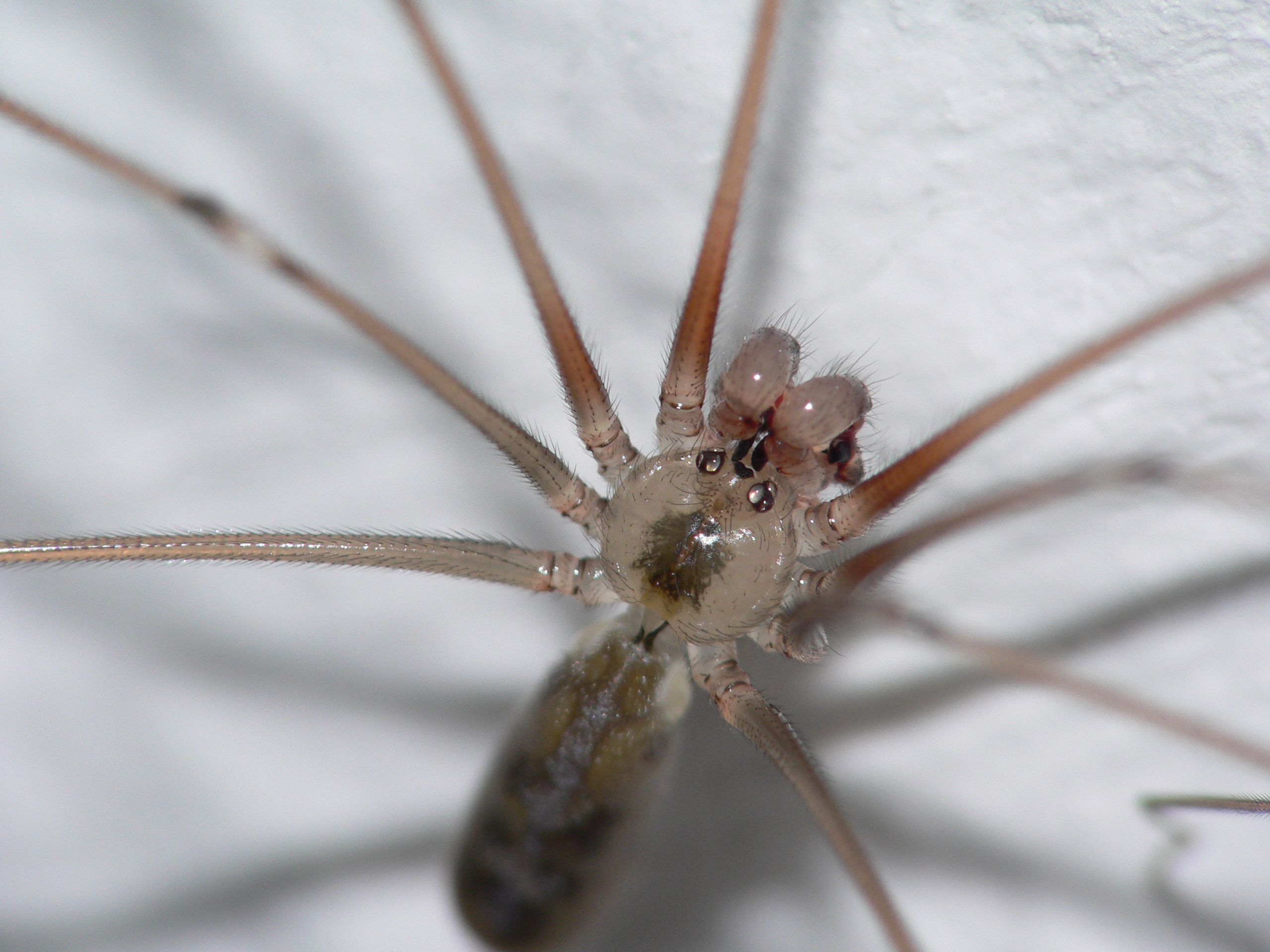
Vue dorsale d'un mâle.
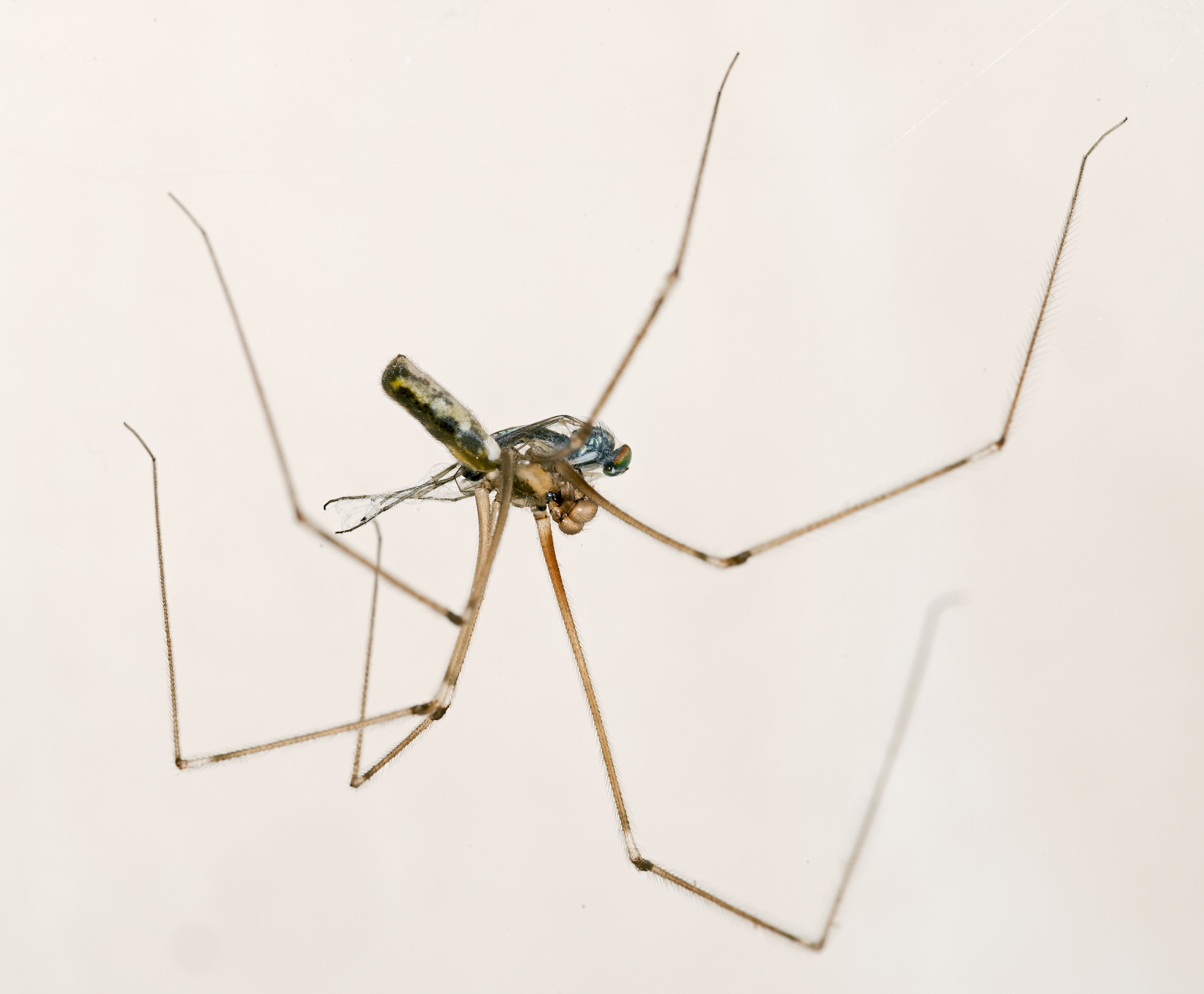
Mâle avec une proie.
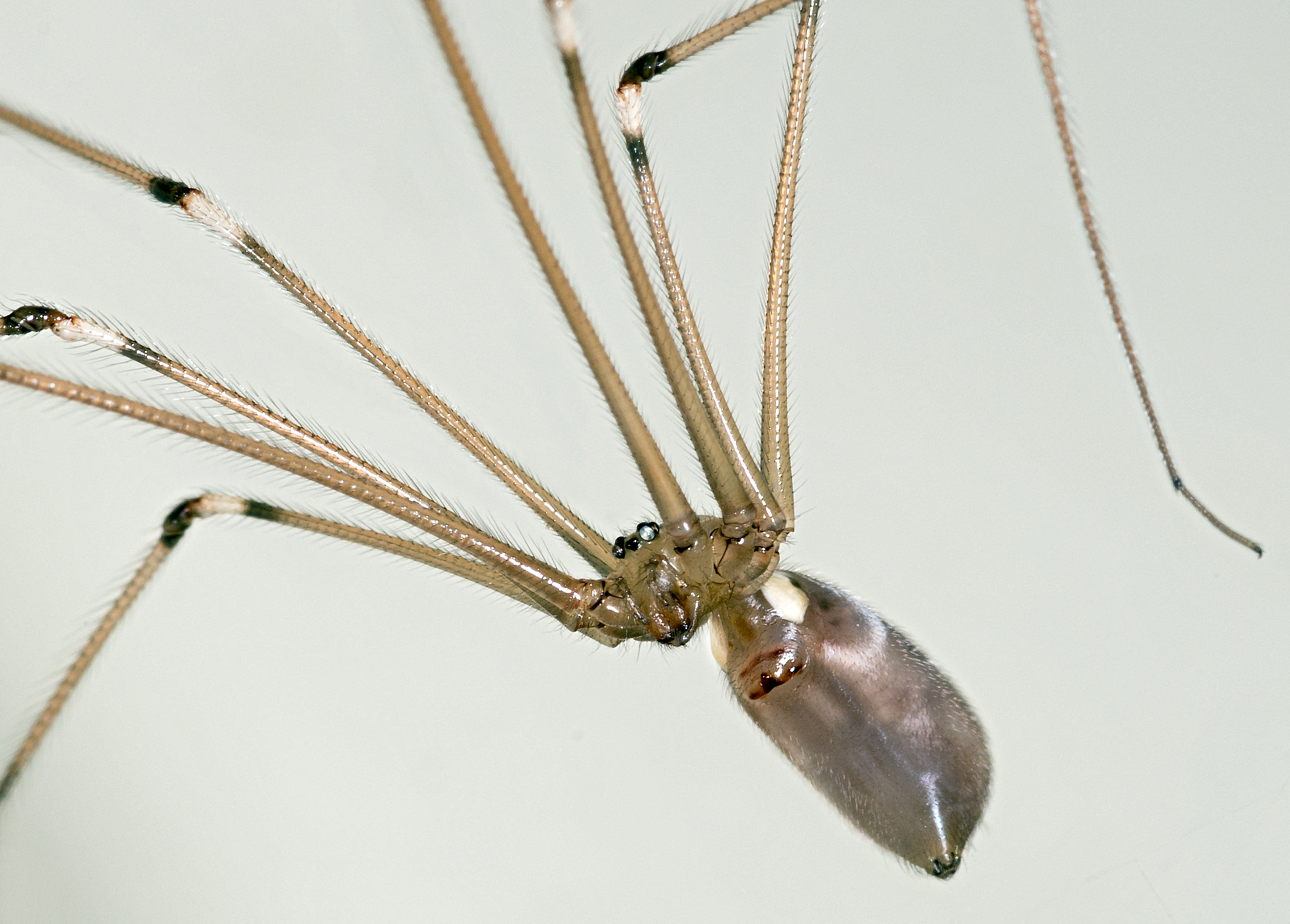
Vue ventrale d'une femelle. Remarquez l'épigyne, sous l'abdomen.

## Répartition

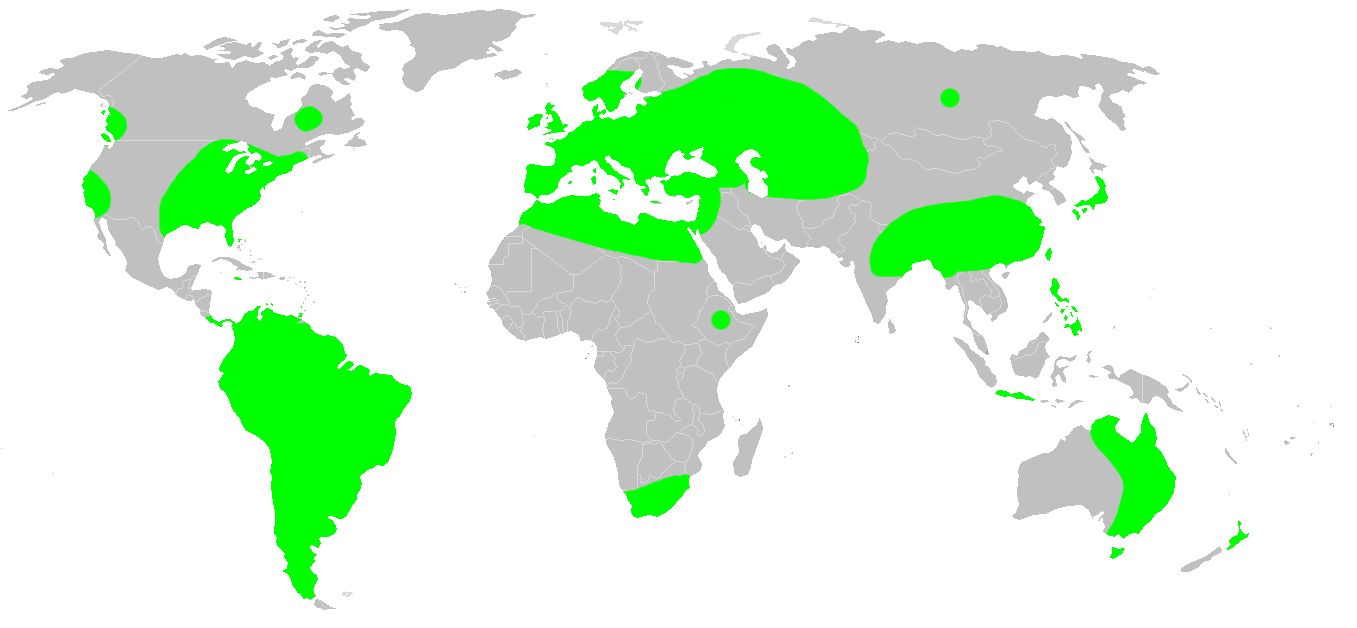
Distribution.

À l'origine une espèce limitée aux parties les plus chaudes de l'Ouest paléarctique, elle se produit maintenant, grâce à l'aide de l'homme, dans une grande partie du monde. Elle est incapable de survivre par temps froid et, par conséquent, elle est limitée aux maisons (chauffées) dans certaines parties de son aire de répartition. Cette espèce est presque cosmopolite.

## Comportement

Mouvement d'invisibilité de Pholcus phalangioides.

Fin du mouvement d'invisibilité de Pholcus phalangioides.

Dérangé, l’animal peut fuir mais la plupart du temps il se met à tourner au bout de ses longues pattes tout en faisant vibrer sa toile. Le mouvement résultant est si rapide que l'araignée en disparaît presque de la vue humaine (animations ci-contre à gauche et à droite) (voir les vidéos d'origine de gauche et de droite).

### Alimentation
Comme toutes les araignées, cette espèce est prédatrice et se nourrit de petits insectes volants se prenant à sa toile. Mais elle est également capable de se nourrir d'autres araignées, dont la très redoutée veuve noire par exemple. Si son venin n'est pas le plus dangereux pour ses adversaires, ce sont ses longues pattes qui lui accordent un avantage décisif sur de nombreuses araignées en les maintenant à distance pendant qu'elle les enroule avec rapidité dans de la soie.

### Reproduction

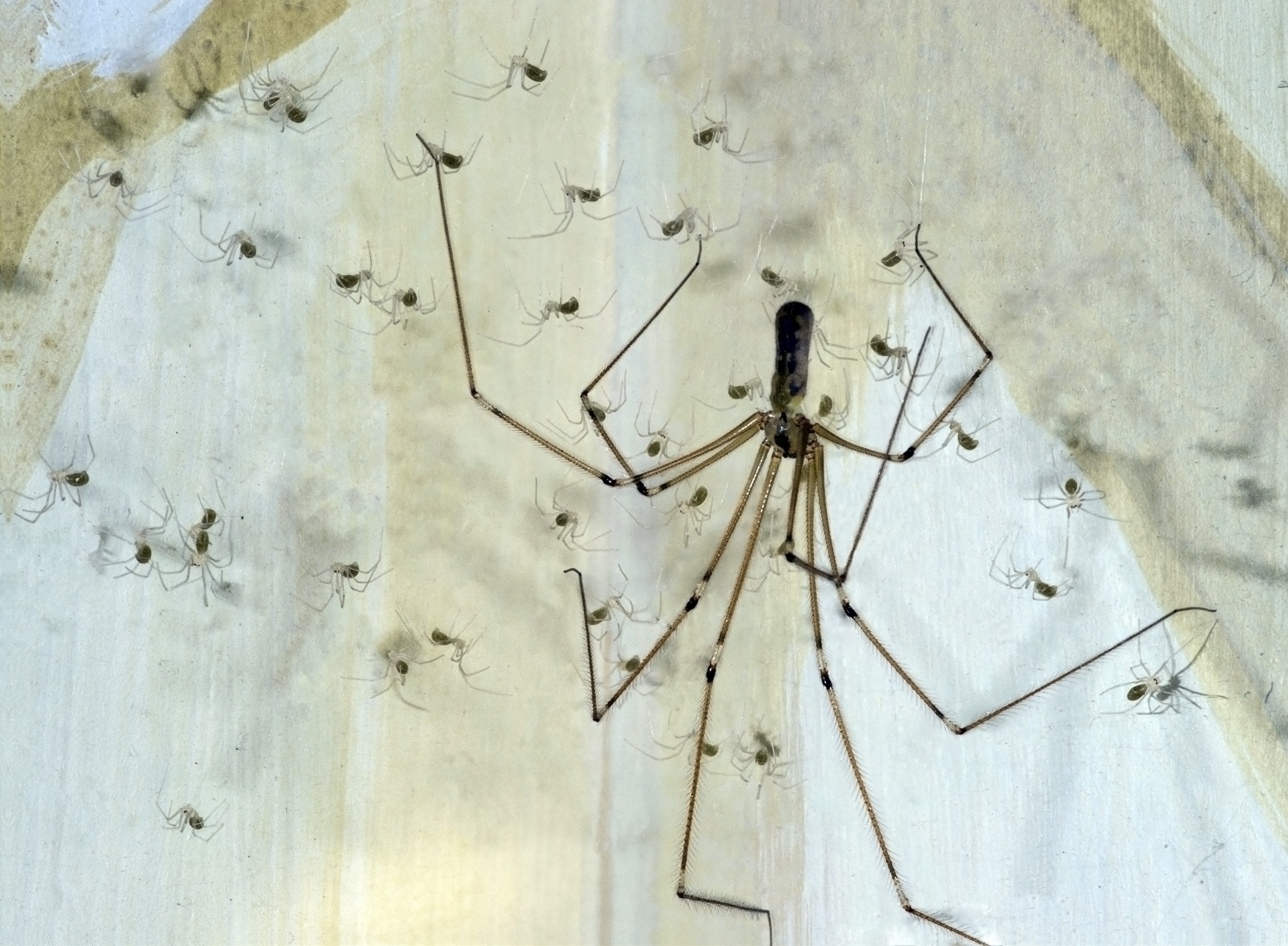
Femelle et sa progéniture.

Le mâle approche la femelle avec prudence car elle pourrait le prendre pour une proie potentielle et le consommer. Il fait donc vibrer la toile de la femelle suivant un rythme particulier afin de se faire reconnaître par elle.
La femelle, une fois fécondée, pond ses œufs dans une construction de soie, le cocon. Elle le transporte avec elle constamment jusqu'à l'éclosion de ses petits. Ceux-ci, qui ne sont capables de subvenir à leurs besoins qu'au bout de quelques jours, restent sur la toile de la femelle.

## Systématique

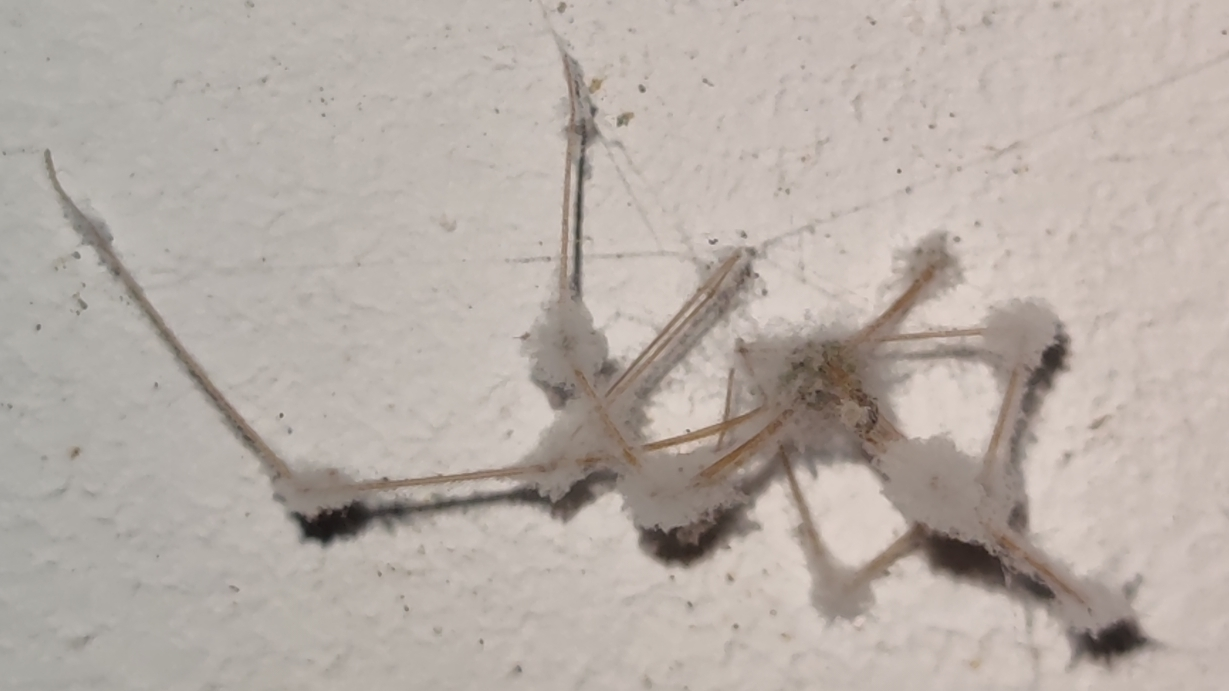
Torrubiella pulvinata, un Champignon entomopathogène parasitant les Pholques.

L'espèce Pholcus phalangioides a été décrite en 1775 par Johann Kaspar Füssli (sous le nom de Fuesslin, qui est le nom qu'il  utilisait pour signer ses publications scientifiques) et nommée Aranea phalangoides.

### Synonymes
- Aranea phalangoides Fuesslin, 1775.
- Aranea meticulosa Fourcroy, 1785.
- Pholcus nemastomoides C. L. Koch, 1837.
- Pholcus americanus Nicolet, 1849.
- Pholcus atlanticus Hentz, 1850.
- Pholcus litoralis L. Koch, 1867.
- Pholcus dubiomaculatus Mello-Leitão, 1918.
- Pholcus communis Piza, 1938.
- Pholcus lambertoni Millot, 1946.

### Nom vernaculaire
- Le Pholque phalangide [8].